# Отар-Дубровка
Отар-Дубровка — село в Пестречинском районе Татарстана. Административный центр Отар-Дубровского сельского поселения.

## География
Находится в северо-западной части Татарстана на расстоянии приблизительно 24 км на восток-юго-восток по прямой от районного центра села Пестрецы.

## История
Известно с 1646 года как деревня Атар, позднее упоминалась и как Салтан или Малый Салтан. В начале XX века здесь уже были мечеть и медресе.
По сведениям переписи 1897 года, в деревне Отар-Дубровка Лаишевского уезда Казанской губернии жили 886 человек (452 мужчины и 434 женщины), все мусульмане.

## Население
Постоянных жителей было: в 1782 году- 70 душ мужского пола, в 1859—483, в 1897—891, в 1908—1104, в 1920—1164, в 1926—978, в 1949—917, в 1958—775, в 1970—794, в 1979—704, в 1989—532, в 2002—520 (татары 100 %), 495 в 2010.